# Uta Titze-Stecher
Uta Titze-Stecher (nascida Weber; Poznan, Polónia, 28 de Dezembro de 1942 – 13 de Maio de 2024) foi uma política alemã. Membro do Partido Social-Democrata, serviu no Bundestag de 1990 a 2002.
Era professora.
Titze-Stecher faleceu em Germering a 13 de Maio de 2024, aos 81 anos.